# さかもと聖朋
さかもと 聖朋（さかもと せいほう）は、アイドル、タレント、モデル、ラジオパーソナリティー、エッセイスト、心理カウンセラー、日本のダイエットカウンセラー、ひきこもり相談士。台湾のアイドル。明治大学付属中野高等学校卒業。

## 経歴
モスバーガーの広告モデルオーデションに応募して合格して、モスバーガーの広告でデビュー。その後、雑誌『月刊デビュー』の夏の特別オーデションでモデル事務所株式会社キャロットのオーデションに1256人の中から1人選ばれ、所属決定。高校生モデルとして雑誌やCMで活動する。
その後テレビの活動をしたいと高校生時代に大川興業のオーデション受け合格。大島勝美とお笑いコンビ「プリオ」を結成。当時若手芸人の登竜門だった『タモリの超ボキャブラ天国』にチャレンジャーとして登場。爆笑問題、デンジャラス、ネプチューン、Take2、海砂利水魚（現:くりぃむしちゅー）フォークダンスDE成子坂、BOOMER、X-GUNに代表されるボキャブラ世代の1人である。なよなよしたオカマキャラ、参加者最年少、大川興業とは思えぬキャラ（大川興業伝統のバンカラ応援団スタイルや先に出ていた先輩の江頭2:50（男同志）の下ネタキャラ）売りで、一気にブレークした。ルックスが可愛いため、芸人アイドル（芸ドル）とも、雑誌やテレビで紹介されていた。
大川興業のイベントでは、ソロで歌を歌っていて、所属事務所の大川興業もさかもとをアイドル売りしていた。
プリオ時代は深夜番組に各局に多数のレギュラーを持ち、深夜の帝王の言われるほど期待されていたコンビだった。日本テレビ『ジャムパラ』の番組レギュラーオーディションでは、今現在活動中の劇団ひとりやバカリズムなどを押し退けての、唯一審査員全員一致でレギュラー出演を決めたのがプリオだった。

### コカマのせいちゃん
プリオを解散後に大川興業を退社。その後、ホリプロ制作部長だった鈴木啓弌が設立した(株)オーガストクラブに移籍。（オーガストクラブはスタイリストのキャスティング事務所として設立、その後、プロダクション部門が新設され、葛山信吾、揚田亜紀、山村美智子、毬谷友子、一宮里絵等が所属し、お笑い部門新設でソニーグループとなった。）
移籍後すぐ黎明期の『めちゃ×2イケてるッ!』において、『矢部浩之（ナインティナイン）ファン感謝デー』という矢部の1日デート企画に、男性ながら熱狂的ファンとして登場した。その時に名付けられたのが「コカマ（高校生のオカマの略）のせいちゃん」。同企画でぶどう園に立ち寄ったさい、矢部にぶどうジュースをプレゼントするため、樽に入った大量のぶどうを勝手に素足で踏み始めた。司会進行の岡村隆史は、できたジュースを「せい汁」と言って茶化し、矢部に飲ませたが、視聴者からは「残りを飲む他の人に迷惑だ」と抗議の電話が殺到した。また、同番組では鈴木紗理奈を敵視してしばしば口論したり、加藤浩次と喧嘩したりするやりとりが視聴者に受け、視聴率22パーセントを超えて、坂本は一気にブレークした。
最後は矢部と坂本が草原を全裸で歩く（テレビドラマ版『失楽園』エンディングのパロディ）というシチュエーションで締めくくり、坂本はめちゃイケを卒業した。
ちなみに大川興業の退社時は芸人を引退する発言をしていたらしく、番組出演の連絡は一切無かった。「あれはプリオの坂本ではないか」という指摘が大川に殺到し、団員は一様に驚いたという。
『めちゃ×2イケてるッ!』出演により、コカマのせいちゃんとして全国区の知名度になる。
2000年に山梨大学学園祭にて、コカマのせいちゃん卒業ライブを開催した。その後芸名をさかもと聖朋に改名して、再デビュー。

### 現在
2001年芸名を『さかもと聖朋』に改名。
ダイエット路上ライブを川越駅、所沢駅、横浜駅、吉祥寺駅、週末定期的に開催。
ダイエット路上ライブを川越駅、所沢駅、横浜駅、吉祥寺駅、週末定期的に開催。
。2003年7月1日『ダイエットの貴公子、さかもと聖朋の勇気を出して痩せるだ！』説話社より出版して再デビュー。

。2004年6月30日『あんぱんダイエット 84kgダイエットに成功した著者が明かす 570人が痩せた!!驚異のダイエット法』アスコムより出版。

。2005年9月25日『過食症に負けないで』燃焼社より出版。
。2006年3月25日 あきらめないで（チェリーズレコード）ファーストCDアルバムリリース  ※初回限定盤特典ラジオトーク収録
。2006年8月25日デビューシングル、あきらめていた未来（チェリーズレコード） リリース、テレビ『聖朋の話し合おうよ』(NHK第二) オープニングソング
。2006年12月24日セカンドアルバム、負けないで（チェリーズレコード）リリース ※初回限定盤特典ラジオトーク収録

。2007年2月1日『過食症で苦しんでいるあなたへ』石風社より出版。　

。2008年9月25日、声優の高橋トオルと『クラージュ』というアイドルユニットを組んで、シングル『神様お願い』(チェリーズレコード)リリース

。2009年8月25日サードアルバム、夢の言葉（チェリーズレコード）リリース ※初回限定盤特典ラジオトーク収録

。2010年5月1日『ダイエットの貴公子さかもと聖朋のらくらく風水ダイエット』ごま書房新社より出版。
。2010年12月20日『ブサイク症候群』新水社より出版。

。初イメージDVD、2010年10月24日『Acid BOYS Cherry さかもと聖朋』EXITBOYSより発売。
同時に、2010年10月24日『Acid BOYS Cherry さかもと聖朋』EXITBOYSより写真集を出版。

。2011年9月25日、初ミュージックDVD いいな（チェリーズレコード）日本と台湾同時発売
。2012年6月23日.DVD EXITBOYS COMPLETE BOX 7枚組 美少年シリーズVol.1 EXITBOYSより発売。

。2024年10月25日.DVD EXITBOYS COMPLETE BOX 7枚組 Vol.1 美少年シリーズ　コンプリートBOX EXITBOYSより発売
。2024年11月25日、まるごと聖朋(チェリーズレコード) DVD日本と台湾同時発売
DVD『Acid BOYS Cherry さかもと聖朋』は、男性アイドルとして初のギリギリまで身体を露出したセミヌードで話題になった。
DVD『Acid BOYS Cherry さかもと聖朋』が台湾で話題になり、台湾で爆発的な売り上げをした事が、さかもとが台湾でブレイクしたキッカケになった。
また同時発売されたさかもと聖朋写真集『Acid BOYS Cherry さかもと聖朋』も台湾で話題になり、爆発的な売り上げをして、台湾のメディアに取り上げられた事で、更に台湾でのさかもと聖朋人気が高まって、台湾でのブレイクにつながった。
DVD『Acid BOYS Cherry さかもと聖朋』で台湾でブレイク。台湾の雑誌の好きな日本人芸能人ランキングで、嵐や浜崎あゆみを超えて、さかもとが1位を獲得する。男版ビビアンスーと言われるほど台湾での人気と知名度が高い。
DVD『Acid BOYS Cherry さかもと聖朋』で台湾でブレイク。台湾の雑誌の好きな日本人芸能人ランキングで、嵐や浜崎あゆみを超えて、さかもとが1位を獲得する。男版ビビアンスーと言われるほど台湾での人気と知名度が高い。
さかもと聖朋として再デビューした時から、「変わりたい=動き出す=答え」というさかもと本人が作った造語、『夢の言葉』を信念にして活動している。

## 音楽活動
デビューシングル『あきらめていた未来』は8位。CDデビューの時のキャッチフレーズは『正統派アイドル』。デビューイベントを東京、名古屋、大阪、福岡、札幌でおこない、ニュースや新聞や雑誌にも紹介された。CDデビューイベントは埼玉女子短期大学の体育館で開催され1000人以上のファンが集まった。
初アルバム『あきらめないで』11位（チェリーズレコード） 発売記念コンサートを、跡見学園女子大学学園祭、新座キャンパスにて開催。2枚目のアルバム『負けないで』9位（チェリーズレコード） 発売記念コンサートを、埼玉大学学園祭にて開催。3枚目のアルバム『夢の言葉』8位（チェリーズレコード） 発売記念コンサートを、山梨大学学園祭、甲府キャンパスで開催。3枚のアルバム発売記念コンサートのチケットはどれも即完売となった。
声優の高橋トオルと『クラージュ』というアイドルユニットを組んで発売したシングル『神様お願い』はオリコン11位を獲得。クラージュのデビューイベントは埼玉女子短期大学の特設ステージと体育館で、2回開催された。1800人以上のファンが集まり会場がパニックになりかけたので、2回にわけて開催された。前説を務めたのはお笑いトリオのロバートだった。
DVDシングル『いいな』は作詞作曲を自身でおこない、日本と台湾で同時リリースされた。台湾のDVDランキングでは1位、日本のDVDランキングは7位を獲得。
ミュージッククリップ集『まるごと聖朋』を台湾と日本にて発売。台湾のDVDランキングは1位、日本のDVDランキング5位だった。
(株)チェリーズレコードは、さかもとのダイエット本を出版した出版社の会長が、さかもとが出版イベントで歌っている姿を見て、アーティストしての才能も高く評価して、さかもとを売り出す為に作られたレコード会社である。そのため、専属契約アーティストはさかもと聖朋のみであった。

## テレビ・ラジオ番組
テレビ朝日の特番『女芸人が本気で選ぶイケメンランキング』で1位を獲得。その時はアイドルと紹介される。
TBSテレビ『大笑福亭鶴びん』にゲスト出演。他のゲスト出演者は、当時高田純次や松雪泰子など有名タレントばかりだったが、さかもとのトークライブを見に行った番組プロデューサーが、さかもとのトークとキャラクターを気に入りキャスティングした。笑福亭鶴瓶とゲストが観客の前で一対一でトークする番組だったが、さかもとはお笑いデビューして1ヶ月経っていなかったが爆笑をとり、笑福亭鶴瓶から確実に売れると言われた。
全国各地のコミュニティFMに番組を配信している東京FM系のPCM衛星ラジオ放送局「ミュージックバード」で、2003年4月から『トーキングドラゴン』（毎週月曜～金曜、午後3時～5時）の水曜日パーソナリティーを担当。
テレビ埼玉の『先駆け情報新聞社』では、クールポコ、桜京子と共にレギュラーMCを、『EDO KIDS』では大沢樹生、山田まりや共にMCを務める。
エフエム浦安で1時間の特番『さかもと聖朋のまるごと聖朋』が放送され、後に『さかもと聖朋のカウンセリングタイム』でメンイパーソナリティーとしてレギュラー出演する。
さかもと聖朋の本が台湾で発売され、さかもとのインタビューが台湾で放送されると、台湾の女子高生を中心にさかもとの可愛いらしいルックスが話題になり人気に火がついた。その後、台湾で大ブレークして人気を集める（台湾では坂本聖朋名義で活動）。『坂本聖朋我爱你』(さかもと聖朋 愛してる)という2時間の番組特番が制作され放送され、台湾の人気女性誌で「恋人にしたい男性」第1位を獲得する。台湾の大手芸能事務所からアイドルデビューのオファーがきたが、台湾に住みながら活動する事と語学とダンスができる事が条件だったので断ったという。
浜田雅功MCの番組『THE 1億分の8』にゲスト出演。台湾で大ブレイクしているアイドルとして紹介される。台湾でのブレイクのきっかけになった、さかもとの水着グラビアやイメージDVDも紹介される。台湾でのブレイクについて台湾のテレビプロデューサーは、台湾人の女性に好まれる顔や容姿が理由だとインタビューで答えている。また、さかもとの雑誌グラビアを決めた雑誌編集長は、さかもとの容姿は台湾で理想とされてる顔だと、台湾人に受ける容姿だと答えている。

## 書籍
。2003年7月1日『ダイエットの貴公子、さかもと聖朋の勇気を出して痩せるだ！』説話社より出版
。2004年6月30日『あんぱんダイエット 84kgダイエットに成功した著者が明かす 570人が痩せた!!驚異のダイエット法』アスコムより出版
。2005年9月25日 『過食症に負けないで』燃焼社より出版
。2007年2月1日『過食症で苦しんでいるあなたへ』石風社より出版。　
。2010年5月1日『ダイエットの貴公子さかもと聖朋のらくらく風水ダイエット』ごま書房新社より出版
。2010年12月20日『ブサイク症候群』新水社より出版
。2010年10月24日『Acid BOYS Cherry さかもと聖朋』EXITBOYSより写真集を出版

## その他
- 柴門ふみが自身の連載エッセイで、コカマのせいちゃんのファンでキャラクターを絶賛していた。
- 大川興業の大川総裁はオーデションでせいちゃんのキャラクターを大評価して、下積みなしで即芸人デビューさせた。大川総裁は連載エッセイでせいちゃんのキャラクターを高く評価していた。確実にブレイクするとまで言い切っていた。大川総裁が雑誌のインタビューでうちの事務所を辞めてからせいちゃんはダメになった、元々性格がよくなかったと発言している。
- 矢部美穂はせいちゃんファンだと発言している。
- 中川翔子は自身のブログで、さかもとファンだと書いていた。
- コカマのせいちゃん時代に所属していた、(株)オーガストクラブの鈴木社長はせいちゃんは天才と雑誌のインタビューで発言している。
- コカマのせいちゃん時代に所属していた(株)オーガストクラブでは、せいちゃん以外売れてるタレントはおらず、せいちゃんが看板タレントであった。
- さかもと聖朋ファンクラブ（護身会）イベントを名古屋市民会館で開催し、2100人を動員する。
- デビューからずっと恋愛スキャンダルが一切なく、トラブルなどのスキャンダルも一切ない。清純派のイメージを保ち続けている。また、共演したタレントからは謙虚で礼儀正しいとTwitterやBlogにたびたび書かれる。現場で人によって態度を変えない、誰に対しても礼儀正しくて優しいと言われ、共演者や現場での評判が良いという。
- 台湾でのブレイクのキッカケはDVD『Acid BOYS Cherry さかもと聖朋』のイメージDVDが台湾テレビで紹介され爆発的な売り上げをした事により、台湾でブレイクした。
- 健康雑誌『壮快』にてあんぱんダイエット特集が、巻頭ページで組まれる。その後5回さかもと聖朋特集も組まれた。その後あんぱんダイエットが話題になり、テレビのニュースやテレビ番組、ラジオなどメディアで話題になり、アスコムから『さかもと聖朋のあんぱんダイエット』が出版された。これが12万部を売り上げるヒット。初のエッセイ本『ブサイク症候群』（新水社）も出版され3万部を売り上げた。 タイの雑誌に日本の男性グラビアアイドルと紹介され、水着グラビアで登場。その後半年連続でさかもとのグラビア特集が組まれた。その後、雑誌の表紙にも採用された。さかもとのプロマイド写真がバンコクを中心に爆発的に売れ人気が高まり、タイの芸能事務所からアイドルグループでのデビューのオファーがきたが、台湾の時と同様に、バンコクに住む事やバンコクの言葉が喋れる事、ダンスが踊れる事が条件だったので断った。  台湾とバンコクで風水を学ぶために短期留学。帰国した後、メディア露出を一気に増やす。帰国後に『さかもと聖朋の風水ダイエット』をごま書房から出版。
- 日本ではタレントのイメージが強いが、台湾ではアイドルのイメージが強い。台湾では男版ビビアンスーと言われるほど人気と知名度が高い。なお、台湾の雑誌で好きな日本の芸能人で1位を獲得している。
- 2020年にシングル一番星を発売されると、レコード会社のツイッターで発表されたが、コロナ感染症の大流行のために発売が延期になった。また、エッセイ本とさかもとの自伝小説の2冊の新刊が発売予定だったが、コロナ感染症の大流行のために発売中止になった。
- 尊敬する人は、美輪明宏と中村うさぎ

## 出演・出版など

### テレビ出演
- イチハチ（TBS）
- ごきげんよう（フジテレビ）
- さかもと聖朋ダイエットメッセンジャーの生き方
- めちゃ×2イケてるッ!（フジテレビ）
- 笑っていいとも(フジテレビ)
- しんパラ THE NEXT GENERATION（日本テレビ）
- ジャムバラ（日本テレビ）
- ポスト（フジテレビ）
- BiKiNi（テレビ東京）
- なるギャルTV
- おたよりコーナー
- ほわほわお料理コーナー
- パンドラ御殿 - レギュラー
- 聖朋の話し会おうよ（NHK第二）
- ムーブ（NHK第二）
- パワースポット温泉めぐり
- グルメなイケメン
- 先駆け情報新聞社 - レギュラー
- EDOKIDS - レギュラー

### ラジオ
- 松任谷由実のオールナイトニッポン
- 内田有紀のオールナイトニッポン
- さかもと聖朋のダイエットタイム（FM浦安ほか）
- さかもと聖朋のカウンセリングタイム（FM浦安ほか）
- さかもと聖朋の手作り料理でおもてなし（地方局）
- さかもと聖朋の勇気の出るラジオ（地方局）
- 聖朋の悩み相談ラジオ（FM東

### 映画
- ボーイフレンド（サンディージャパン制作、2011年2月公開）

### 出版
- さかもと聖朋のらくらく風水ダイエット(ごま書房)
- さかもと聖朋写真集『Acid BOYS Cherry さかもと聖朋』
- ブサイク症候群(新水社)
- さかもと聖朋の勇気を出してやせるんだ(説話社)
- 過食症に負けないで(燃焼社)
- 過食症に苦しんでるいるあなたへ(石風社)

### CD

#### アルバム
- あきらめないで（チェリーズレコード） 11位 ※初回限定盤特典ラジオトーク収録
- 負けないで（チェリーズレコード） 9位 ※初回限定盤特典ラジオトーク収録
- 夢の言葉（チェリーズレコード）8位 ※初回限定盤特典ラジオトーク収録

#### シングル
- あきらめていた未来（チェリーズレコード）8位 - テレビ『聖朋の話し合おうよ』テーマソング

### DVD
- いいな（チェリーズレコード）
- 『Acid BOYS Cherry さかもと聖朋』
- まるごと聖朋(チェリーズレコード)